# 哥爾克
哥爾克（羅馬化：Gorki Leninskiye），又譯高爾基列寧斯克，是俄罗斯莫斯科州列宁区的一个市级镇，位于莫斯科市和莫斯科环城公路以南10公里处。2010年人口3,586；2002年人口1,729；1989年人口1,711。1924年苏联领导人列宁死于该地。